# 格罗兹内角
格罗兹内角（俄语：Мыс Грозный）是托尼诺-阿尼瓦半岛东部的海角，东临鄂霍次克海，属科尔萨科夫区管辖。有小径可上角，向西南约一里处有6幢房子。向北7.5公里是韦利堪角，向南21公里是梅纳普齐角，西距布谢湖12公里。海拔20米。